# 기장향교 풍화루
기장향교 풍화루(機張鄕校 風化樓)는 부산광역시 기장군 기장읍에 있는 조선시대의 건축물이다. 2012년 10월 30일 부산광역시의 문화재자료 제63호로 지정되었다.

## 개요
기장향교 풍화루가 언제 창건되었는지는 명확하지 않으나, 상량문으로 볼 때 임진왜란 이후에 남루(南樓)라고 하다가 후대에 풍화루로 고친 것으로 보인다. 1855년 내삼문, 명륜당, 동·서재, 외삼문, 고사 및 담장을 수리할 때 풍화루도 중건된 것으로 보인다. 최근에 발견된 남루(風化樓) 상량문에 1628년(인조 6) 남루를 개조한 기록이 있는 것으로 보아 17세기 초에도 지금의 풍화루에 준한 남루가 향교 앞쪽에 있었던 것으로 생각된다.
지금의 풍화루는 1855년에 중건한 후 1938년과 1975년에 수리하고, 1975년에 단청을 올렸으며, 1981년에 또다시 개축하고 2001년에는 기둥을 보수했다. 이처럼 풍화루는 17세기 초에 처음 창건된 후 수 차례 개축 또는 수리하여 오늘에 이르렀는데, 풍화루의 구조 양식과 익공의 형식, 짜임 등을 고려하면 지금의 건물은 1855년에 있었던 대대적인 기장향교 수리 시 중건된 것으로 보는 것이 타당할 것으로 판단된다.
기장향교 풍화루는 19세기 중엽에 지은 장식성이 강한 1출목 이익공식의 건물로 공포는 물론 상부가구와 세부까지도 매우 장식적인데, 익공과 상부가구 및 세부에 나타나는 이러한 장식적인 건축 경향은 조선 말기의 건축특징적인 경향을 잘 보여 주고 있다.
기장향교 풍화루는 최근까지 수차례의 크고 작은 수리를 통해 당초 원형이 다소 변개된 것으로 보이지만, 과장된 장식적인 경향과 견실한 구조수법 등 조선 말기 건축의 특징적인 경향이 잘 남아 있는 전통 건물로 건축사적 가치가 큰 문화재이다.

## 참고 자료
- 기장향교 풍화루 - 국가유산청 국가유산포털